# KAI Surion
KAI KLH-1 Surion – koreański wielozadaniowy śmigłowiec transportowy wyprodukowany przez Korea Aerospace Industries przy współudziale Eurocopter Group. Maszyna ma zastąpić używane przez koreańską armię śmigłowce Bell UH-1 Iroquois i część wykorzystywanych do zadań transportowych maszyn MD 500. Jest to pierwszy śmigłowiec zaprojektowany i zbudowany w Korei Południowej.

## Historia
Korea południowa w swoim arsenale do zadań transportowych wykorzystuje głównie śmigłowce Bell UH-1, MD 500 i wprowadzone na uzbrojenie pod koniec pierwszego dziesięciolecia XXI wieku Sikorsky UH-60 Black Hawk. Do zadań szturmowych przeznaczone są Bell AH-1 Cobra, których pierwsze egzemplarze trafiły do Korei jeszcze w latach 70. ubiegłego wieku. We wrześniu 2001 roku południowokoreańskie Ministerstwo Obrony Narodowej zatwierdziło wstępną koncepcję budowy nowego, średniej wielkości śmigłowca wielozadaniowego, mogącego w przyszłości zastąpić wymienione konstrukcje. Wstępne plany zakładały pozyskanie nawet 475 egzemplarzy nowych śmigłowców. We wrześniu 2003 roku swoją zgodę na rozpoczęcie projektu wydał południowokoreański rząd. Organem nadzorującym projekt została państwowa Agencja Rozwoju Uzbrojenia, głównym wykonawcą Korea Aerospace Industries (KAI). 12 marca 2004 roku powstało biuro zarządzania programem Korea Multi-role Helicopter (KMH), w którego rezultacie miał powstać śmigłowiec zdolny do zastąpienia wszystkich wymienionych maszyn (z wyjątkiem UH-60, których wówczas na uzbrojeniu jeszcze nie było). Biuro przystąpiło do opracowania szczegółowych wymagań taktyczno-technicznych jakie musiała spełniać nowa konstrukcja.
Rok później, 18 lutego 2005 roku, po analizie ryzyka związanego z budową śmigłowca zdolnego do wypełniania tak różnych zadań, koreańskie Ministerstwo Obrony podjęło decyzję o anulowaniu programu KMH i rozdzieleniu budowy maszyn szturmowych i transportowych. Zwrócono uwagę na duże ryzyko techniczne, któremu koreański przemysł mógłby nie podołać. Ogromne koszty finansowe jak również długi czas trwania projektu. Tym samym, jako pierwszy w kwietniu 2005 roku rozpoczął się program Korea Helicopter Program (KHP). Jego celem miało być wybudowanie wielozadaniowego śmigłowca transportowego Korean Utility Helicopter (KUH), mającego w przyszłości zastąpić śmigłowce UH-1H. Programu znacznie tańszego i mniej ambitnego niż KMH ale dającego zdecydowanie większą gwarancje sukcesu. Na głównego wykonawcę projektu wyznaczono wytwórnie Korea Aerospace Industries. Jako że nie posiadała ona wcześniejszego doświadczenia w budowie śmigłowców, jeszcze w kwietniu 2005 roku ogłoszono konkurs, którego celem miał być wybór partnera koreańskiej firmy, który przekazałby odpowiednią wiedzę, uczestniczyła w produkcji docelowej maszyn oraz późniejszych akcjach marketingowych mających wprowadzić śmigłowiec na zagraniczne rynki. Swoje oferty przedstawili AgustaWestland z modelem AgustaWestland AW149, Bell Helicopter Textron z Bell UH-1Y Venom, Eurocopter (należący wówczas do EADS) z projektem bazującym na sprawdzonych rozwiązaniach ze śmigłowców AS332 Super Puma i AS365 Panther. Zapytania ofertowe skierowano również do Boeinga, Sikorskiego i kilku producentów rosyjskich. W lipcu 2005 roku w KAI rozpoczęto wstępne prace nad nowym projektem. 13 grudnia 2005 roku ogłoszono, że partnerem KAI został Eurocopter. Porozumienie o współpracy pomiędzy KAI a Eurocopterem podpisano na początku 2006 roku.
W toku negocjacji ustalono, iż francuska firma udzieli wsparcia w zakresie technicznej pomocy w fazie projektowania i dalszego rozwoju śmigłowca. W fazie badawczo rozwojowej, udział KAI wynosił 70% wartości kontraktu a Eurocoptera 30%. Z kolei w trakcie realizacji fazy produkcyjnej, udział koreańskiego partnera spadł do 60%, Eurocoptera do 20% a pozostałe 20% przejęły na siebie pozostałe podmioty zaangażowane w produkcje. Wstępne zapotrzebowanie określono na 245 egzemplarzy. Nowa konstrukcja miała być dwusilnikowym śmigłowcem o masie 8-9 ton, zdolnym do co najmniej dwugodzinnego lotu z jedenastoma żołnierzami z pełnym ekwipunkiem na pokładzie. Planowano zastosowanie najnowocześniejszych systemów awioniki. 12 kwietnia 2006 roku południowokoreański Zarząd Programów Zakupów Obronnych (Defence Acquisition Program Administration - DAPA) potwierdził liczbę 245 śmigłowców przeznaczonych dla rodzimych sił zbrojnych. W czerwcu tego samego roku wytwórnia KAI otrzymała oficjalne zlecenie od DAPA rozpoczęcia fazy badawczo-rozwojowej. 2 czerwca 2006 roku, rząd republiki zaakceptował program KHP i potwierdził jego finansowanie. W projekt zaangażowało się 126 podmiotów gospodarczych i naukowych z Korei Południowej oraz 49 z zagranicy.
Kolejny krokiem było utworzenie w 2006 roku w Marignane we Francji wspólnego biura projektowego inżynierów Eurocoptera i KAI. Rok później biuro zostało przeniesione do Sacheon w Korei Południowej. Z kolei w Seulu Eurocopter utworzył własną filię Korean Helicopter Development Support, której nazwa została zmienione w późniejszym okresie na Airbus Helicopters Korea (AKH). Liczba francuskiego personelu wspierającego projekt w Korei wahała się od 40 do 150 osób.
W 2006 roku zainicjowano proces wyboru podwykonawców elementów wyposażenia śmigłowca. Do napędu nowej maszyny wybrano silniki General Electric T700-GE-701K, podyktowane było to potrzebą unifikacji jednostek napędowych ze śmigłowcami UH-60 (używającymi silników T700-700), wprowadzanych do służby w Korei. 19 lipca 2006 roku General Electric i koreańska firma Samsung Techwin podpisały stosowne porozumienie o ich licencyjnej produkcji na terenie kraju. 31 października 2006 roku, rozesłano zapytanie dotyczące wyposażenia zadaniowego. 1 marca 2007 roku podpisano umowę z brytyjskim producentem miękkich zbiorników paliwa firmą GKN Aerospace. Z kolei 15 października 2007 roku EADS Defence & Security, podał do publicznej wiadomości informacje, iż będzie dostawcą systemu wykrywania obronnego śmigłowca, wykrywającego odpalenie pocisków rakietowych AN/AAR-60. W czerwcu 2007 roku przeprowadzono wstępną ocenę projektu. Jej pozytywny rezultat potwierdził słuszność zastosowanych rozwiązań konstrukcyjnych. Na odbywających się w dniach 16-21 października 2007 roku międzynarodowej wystawie lotniczej Seoul International Aerospace and Defense Exhibition (Seoul ADEX), po raz pierwszy publiczne zademonstrowano pełnowymiarową makietę śmigłowca.

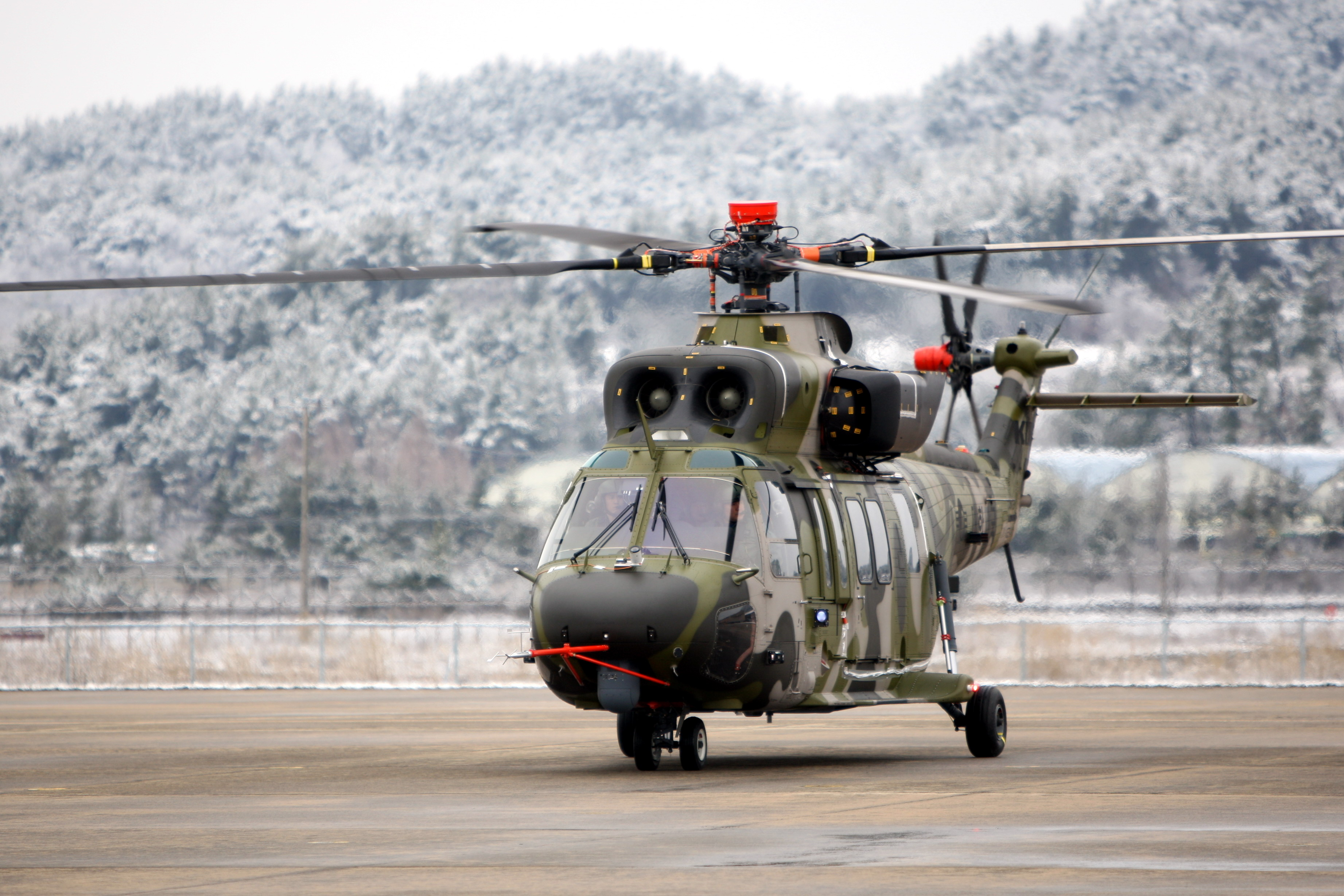
Prototyp śmigłowca przed swoim pierwszym lotem

### Prototypy
10 lipca 2009 roku DAPA poinformowała o nadaniu konstrukcji nazwy Surion (orzeł). W tym samym dniu we Francji, oblatano tzw. demonstrator dynamiczny (Dynamic Test Vehicle - DTV), zmodyfikowany śmigłowiec Super Puma o znakach F-ZWRM, na pokładzie którego zainstalowano układ przeniesienia napędu przeznaczony dla koreańskiej konstrukcji. Do 28 lutego 2010 roku, maszyna spędziła w powietrzu 82 godziny a po przywiezieniu jej do Korei na początku kwietnia tego samego roku, posłużyła do przeprowadzenia naziemnych testów wytrzymałościowych. 31 lipca 2009 roku zademonstrowano publicznie pierwszy ukończony prototyp maszyny. Wydarzeniu nadano uroczysty charakter, w którym uczestniczył prezydent Republiki Korei Lee Myung-bak. Rok później, 10 marca 2010 roku, gotowy prototyp oznaczony jako PT1, wbił się do swojego pierwszego lotu. Trzyosobowa załoga, w skład której wchodziło dwóch pilotów i inżynier prób, wykonała 30 minutowy lot, który zakończył się pełnym sukcesem. 22 czerwca tego samego roku PT1 wykonał pierwszy, publiczny lot, który mieli okazję obserwować przedstawiciele mediów i zaproszeni goście. Łącznie wybudowano cztery przeznaczone do prób w powietrzu prototypy (PT1 - PT4), ostatni z nich, PT4, do swojego dziewiczego lotu wzniósł się 28 października 2010 roku. Dodatkowo wybudowano jedną nie latającą maszynę przeznaczoną do naziemnych prób zmęczeniowych i jeden niekompletny śmigłowiec, przeznaczony do prób funkcjonalnych, w tym odporności na skutki upadków z wysokości. Pomiędzy 24 grudnia 2012 roku a 7 lutego 2013 roku, maszyna PT1 wzięła udział w cyklu prób przeprowadzonych w warunkach zimowych na Alasce. Testy potwierdziły sprawność konstrukcji i jej zdolność do wykonywania powierzonych zadań w warunkach zimowych. Śmigłowiec wykonał około 50 lotów w temperaturze powietrza rzędu -23 °C. Surion był hangarowany, zachowując pełną sprawność, przy temperaturze na zewnątrz dochodzącej do -32 °C. Zweryfikowano działanie systemów i układów maszyny po ponad dwunastogodzinnym przebywaniu w temperaturze rzędu -40 °C. W czerwcu 2012 roku konstrukcja otrzymała wojskowy certyfikat typu. 28 marca 2013 roku oficjalnie zakończono fazę badawczo-rozwojową śmigłowca. W jej trakcie maszyny wykonały łącznie ponad 2000 lotów spędzając w powietrzu około 2700 godzin.

### Produkcja seryjna
Podstawowy wariant śmigłowca otrzymał oznaczenie KUH-1. Pierwszy kontrakt z przeznaczeniem dla rodzimych sił zbrojnych obejmował 20 maszyn. Całe zamówienie dla rodzimych sił zbrojnych obejmuje 245 maszyn.
19 stycznia 2015 roku producent poinformował o oblataniu nowej wersji śmigłowca przeznaczonej dla piechoty morskiej. Nowa maszyna charakteryzuje się możliwością składania łopat głównego wirnika a tym samym operowania z pokładu okrętu, instalacją awaryjnych, pneumatycznych pływaków oraz instalacją służącą kotwiczeniu śmigłowca na pokładzie jednostki pływającej. W dalszej perspektywie producent planuje wprowadzenie wersji ewakuacji medycznej oraz śmigłowca przeznaczonego do zwalczania okrętów podwodnych. W grudniu 2016 roku koreańskie siły zbrojne złożyły zamówienie na trzydzieści Surionów w wersji dla piechoty morskiej.

## Służba
22 maja 2013 roku producent dostarczył Siłom Zbrojnym Republiki Korei pierwszych dziesięć seryjnych egzemplarzy śmigłowca. Uroczystość ich przekazania odbyła się w Szkole Lotniczej Wojsk Lądowych, wzięła w niej udział prezydent republik Park Geun-hye. W sierpniu 2015 roku Surion wykonał pierwszy lot operacyjny, ewakuując ze strefy zdemilitaryzowanej rannych po wybuchu miny żołnierzy. 10 stycznia 2018 roku w bazie 1. Dywizji Marines w Pohang odbyło się uroczyste przekazanie pierwszych dwóch ukończonych śmigłowców w wersji MUH-1 Marineon. Drugi seryjny egzemplarz seryjny morskiego śmigłowca rozbił się 17 lipca 2018 roku. Do czasu wyjaśnienia przyczyn katastrofy wstrzymano program dostaw, po wyjaśnieniu przyczyn utraty maszyny, dostawy wznowiono. Ostatni z zamówionych 30 śmigłowców MUH-1 Marineon dostarczono 28 czerwca 2023 roku.

## Konstrukcja

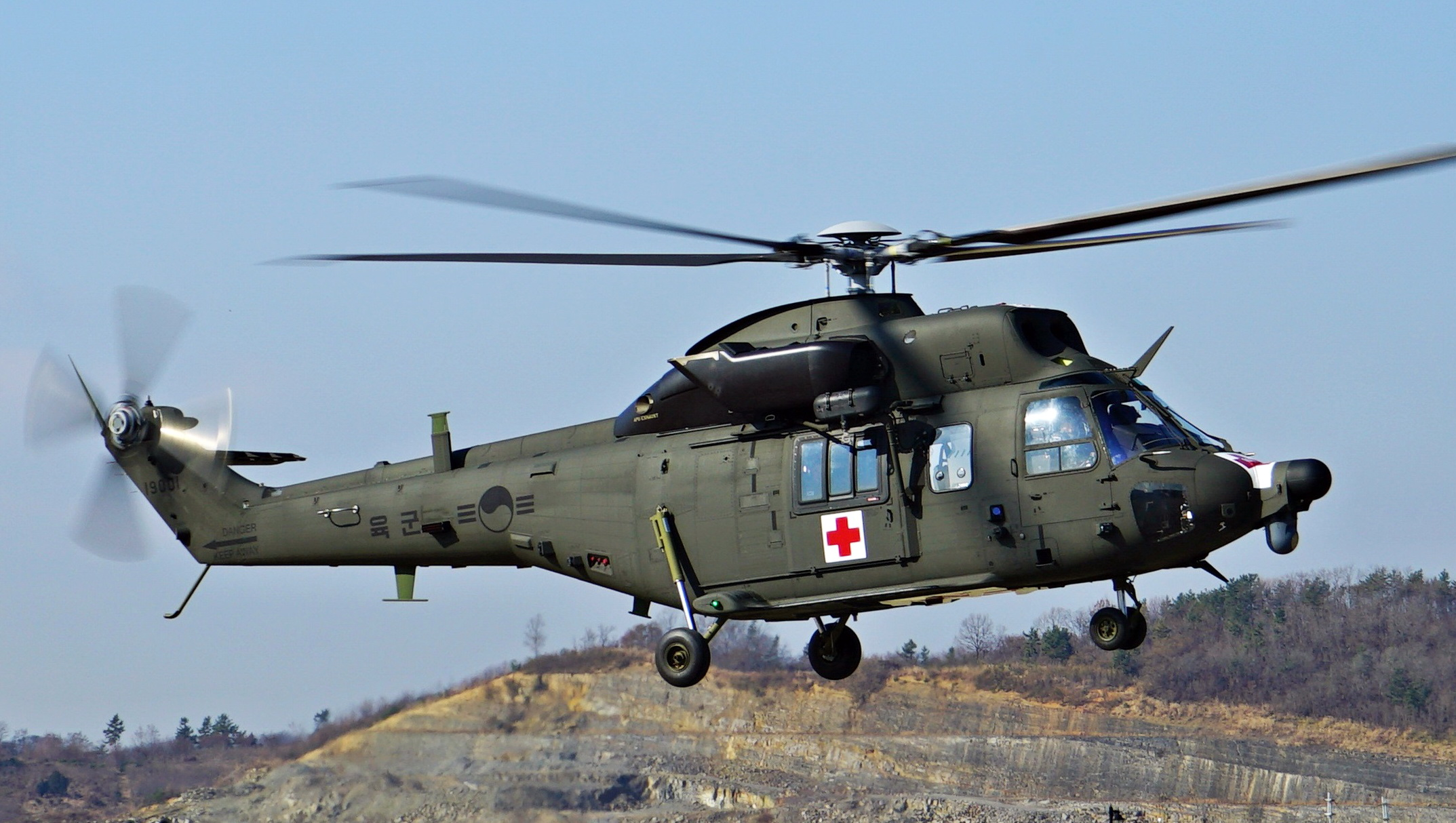
Wersja KUH-1M

Surion jest dwusilnikowym śmigłowcem wielozadaniowym w klasycznym układzie wirnikowym z czterołopatowym wirnikiem głównym, również czterołopatowym wirnikiem ogonowym oraz pojedynczym statecznikiem poziomym po lewej stronie belki ogonowej. Kadłub o konstrukcji półskorupowej, przystosowany do zamortyzowania siły uderzenia o ziemię w przypadku upadku. Podobną konstrukcję mają łopaty wirnika głównego i ogonowego. Maszyna na swoim pokładzie może przewozić dwóch pilotów oraz 16 żołnierzy lub dwóch strzelców i 9 żołnierzy. Surion jest w stanie unieść maksymalnie 3753 kg ładunku mieszczącego się na pokładzie i/lub zewnętrznym podwieszeniu. Do opancerzonej kabiny pilotów prowadzą drzwi umieszczone po obu stronach kadłuba. Kokpit i kadłub wytrzymują ostrzał z broni kalibru 7,62 mm. Śmigłowiec posiada samouszczelniające się zbiorniki paliwa, odporne na przebicie pociskami kalibru 12,7 i 14,5 mm. W trakcie lotu, wraz z ubywanie paliwa w zbiornikach, wypełniane są one obojętnym gazem, zapobiegającym wybuchowi oparów paliwa. Nad kabiną pilotów umieszczono nożyce do cięcia przewodów w przypadku zahaczenia o nie. Pod kadłubem znajduje się zaczep do podczepiania zewnętrznych ładunków. Kabina ładunkowa zaopatrzona jest w duże odsuwane do tyłu drzwi również po obu stronach kadłuba. Podwozie kołowe z przednim podparciem oraz dwoma goleniami umieszczonymi z tyłu kadłuba po obu jego stronach. W celu zmniejszenia sygnatury cieplnej śmigłowca, wyloty spalin skierowane są do góry i dodatkowo schładzane. Śmigłowiec wyposażony został w cyfrową awionikę Garmin G5000H. Kabina pilotów zaopatrzona w wielofunkcyjne monitory LCD. Piloci mają do dyspozycji system nawigacji satelitarnej GPS i sprzężony z nim układ nawigacji bezwładnościowej. Czteroosiowy autopilot, cyfrową ruchomą, mapę terenu, system monitorowania i diagnostyki stanu technicznego konstrukcji, system zapobiegania kolizjom w powietrzu oraz ostrzegający o przeszkodach naziemnych, system łączności, radiowysokościomierz, system identyfikacji swój-obcy AN/APX-119. Sterowanie maszyną odbywa się zgodnie z ideą HOCAS (Hands on Collective and Stick), pilot jest zdolny do sterowania śmigłowcem i obsługi podstawowych systemów Suriona bez odrywania rąk od sterownicy i dźwigni skoku ogólnego i mocy. Kabina przystosowana jest do używania przez załogę wyświetlaczy nahełmowych ANVIS/HUD-24. Opcjonalnie przewidziano instalacje radaru pogodowego. Pod nosem konstrukcji zamontowano głowicę optoelektroniczną z kamerami pracującymi w świetle widzialnym i termowizyjną. Z uwagi na panujące w Korei warunki pogodowe i ukształtowanie terenu, śmigłowiec przystosowany jest do pracy w terenie górskim, zimowej pogodzie, w nocy i ograniczonej widzialności.
Maszyna posiada rozbudowane systemy obronne, zwiększające szanse przeżycia na polu walki. Sensory wykrywające opromieniowanie radarowe, wykrywające oświetlenie wiązką laserową, system zakłócania pocisków rakietowych naprowadzających się na źródła promieniowania podczerwonego. System AN/AAR-60, wykrywający wystrzelenie pocisków rakietowych. Wyrzutnie flar i dipoli.
Śmigłowiec napędzany jest dwoma silnikami T700-ST-701K będący zmodernizowaną wersją T700-GE-701C. Maksymalna moc trwała pojedynczej jednostki wynosi 1647 shp (moc na wale – shaft horse power, shp, moc znamionowa w pozaukładowej jednostce mocy przekazywanej do wału w samolotach, śmigłowcach, statkach), maksymalna moc 1855 shp i maksymalna moc awaryjna, możliwa do uzyskania przez 2,5 minuty - 1915 shp. Jest to pierwszy silnik z rodziny T700 z tzw. tylnym wyprowadzeniem napędu. Celem obniżenia sygnatury cieplnej konstrukcji, wylot spalin skierowano do góry dodatkowo instalując zaadaptowany ze śmigłowca Eurocopter EC725 ich rozpraszacze. Silnik napędza czterołopatowy wirnik główny i wyposażony w tę samą liczbę łopat śmigło ogonowe.

## Wersje

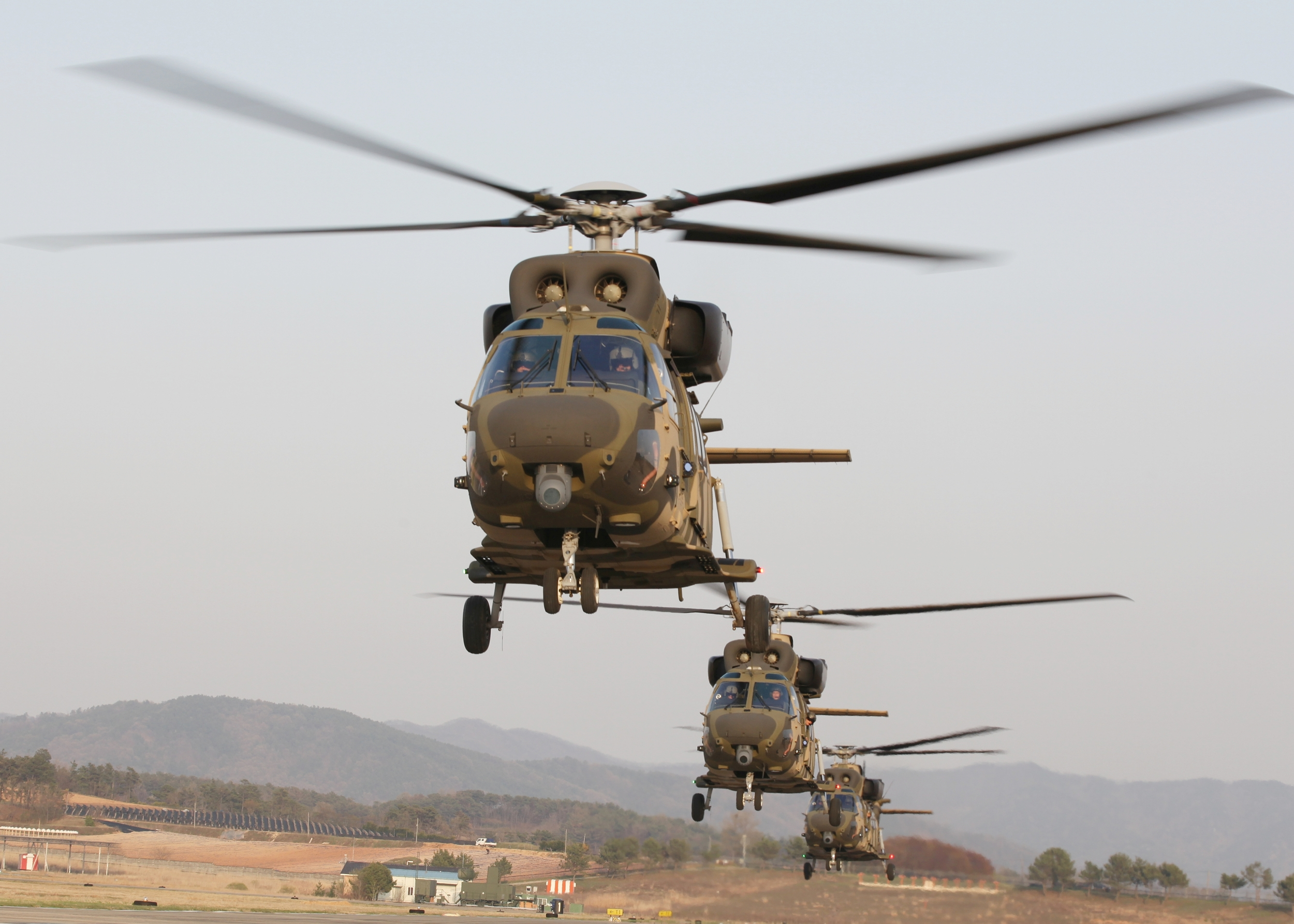
KUH-1 Surion w formacji

Standardowa wersja transportowa nosi oznaczenie KUH-1, na jej bazie KAI opracował kilka wersji specjalistycznych, różniących się przede wszystkim dodatkowym, specjalistycznym wyposażeniem.
- KUH-1ME MEDEVAC - wersja sanitarna, ewakuacji medycznej. Maszyna ma zostać wyposażona w wyciągarkę do podnoszenia ewakuowanych żołnierzy, powiększony zestaw środków pomocy medycznej. Na pokładzie przewidziano miejsce dla sześciu noszy i fotele dla trzech sanitariuszy lub lekarzy. Załoga ma do dyspozycji dodatkową radiostację do kontaktu ze służbami ratowniczymi. Płatowiec wyposażony jest w radar pogodowy z funkcją obserwacji terenu, autopilota z dodatkową funkcją utrzymywania zawisu na zadanej wysokości, dodatkowy zbiornik paliwa i układ tłumienia drgań. Prace nad wersją KUH-1ME trwały od 2014 roku do 2016 i zakończyły się oblotem prototypu XKUH-1ME 22 stycznia 2016 roku. Publicznie śmigłowiec został zaprezentowany na wystawie Seoul International Aerospace and Defense Exhibition (Seoul ADEX) odbywającej się w dniach 17 - 22 października 2017 roku. W grudniu 2018 roku siły zbrojne zamówiły osiem maszyn w tej wersji[1]. Dostarczono je pomiędzy styczniem a listopadem 2022 roku[8].
- MUH-1 Marineon - wersja przeznaczona dla Koreańskiej Piechoty Morskiej i marynarki wojennej. W odróżnieniu od standardowego Suriona, posiada składane ręcznie łopaty wirnika głównego, cztery nadmuchiwane awaryjne pływaki rozmieszczone po bokach dolnej części kadłuba. Radiostacje do komunikacji z pododdziałami piechoty morskiej i okrętami marynarki. System nawigacji TACAN. W razie konieczności, w ładowni śmigłowca można zainstalować dodatkowy zbiornik paliwa. Obok dwóch pilotów i dwóch strzelców pokładowych, maszyn zabiera maksymalnie 9 żołnierzy piechoty morskiej. Decyzja o budowie wersji przeznaczonej dla piechoty morskiej zapadła w kwietniu 2013 roku. Prace rozwojowo-badawcze rozpoczęto w lipcu 2013 roku i ukończono w grudniu 2015 roku. 19 stycznia 2015 roku oblatano ukończony prototyp. W czerwcu i wrześniu 2015 roku przeprowadzono próby maszyny na pokładach uniwersalnych okrętów desantowych typu Dokdo i Hyang Ro Bong w celu określenia parametrów operacyjnych. 28 grudnia 2016 roku poinformowano o złożeniu zamówienia na zakup 30 maszyn w tej wersji. Marineon został publicznie zaprezentowany na wystawie Seoul ADEX odbywającej się w dniach 17 - 22 października 2017 roku[1].
- KUH-1P Chamsuri - wersja przeznaczona dla policji i służb porządkowych. Śmigłowiec może realizować zadania patrolowe, poszukiwawcze, monitorowanie ruchu samochodowego, wspierać operacje specjalne i antyterrorystyczne, realizować zadania przewozu osób o statusie VIP, ewakuacji medycznej, transportować ładunki. W odróżnieniu od pozostałych wersji, maszyna wyposażona jest w system wspomagania lądowania bez widoczności ziemi, wciągarkę wraz z kamerą do obserwacji jej pracy, radiostacje do komunikacji z jednostkami policyjnymi, zewnętrzny reflektor i głośnik, system przekazywania obrazu z kamery śmigłowca do innych jednostek. Maszyna pozbawiona jest uzbrojenia, opancerzenia i systemów samoobrony. Prace nad KUH-1P trwały od grudnia 2011 roku do grudnia 2013 roku. Dwa egzemplarze została zakupiona przez Koreańską Policje Państwową w celu zastąpienia śmigłowców Hughes/MDD 500MD i Bell 206. Zamówienie wpłynęło pod koniec 2011 roku, pod uwagę brany był również śmigłowiec AgustaWestland AW 139. Producent dostarczył obydwie maszyny 12 lutego 2014 roku. W grudniu 2013 roku koreańska policja zamówiła kolejne dwa egzemplarze KUH-1P. Pierwszy z nich dostarczono pod koniec 2015 roku a drugi pod koniec 2017 roku. W październiku 2016 roku KAI otrzymała kolejne zamówienie na pojedynczy Chamsuri. Dodatkowym wyposażeniem maszyn służących w pobliżu strefy zdemilitaryzowanej, jest system łączności odporny na zakłócenia elektromagnetyczne. Korea Północna podejmowała próby zakłócania i zagłuszania systemów łączności radiowej południowokoreańskich jednostek operujących w strefie lub jej bezpośrednim sąsiedztwie. Piąte egzemplarz KUH-1P, został pierwszym śmigłowcem Surion, wyposażonym w dodatkowe zewnętrzne zbiorniki paliwa[1].
- Wersja szturmowa - o wstępnych planach zbudowania śmigłowca szturmowego, którego konstrukcja bazowałaby na płatowcu Suriona poinformowano w październiku 2009 roku. Koreańskie siły zbrojne uruchomiły program pozyskania tego typu maszyny w ramach programu oznaczonego jako AH-X. Nowa wersja miałaby około 70% wspólnych części z klasycznym, transportowym KUH-1. Rearanżacji uległby kadłub maszyny, który miałby pomieścić dwóch członków załogi, pilota i operatora uzbrojenia. Ostatecznie koreańska armia zakupiła amerykański Boeing AH-64E Apache/Guardian i odstąpiono od realizacji budowy szturmowej wersji Suriona[1].
- Wersja przeciwpożarowa - o fakcie budowy tego typu śmigłowca, KAI poinformowała 7 grudnia 2015 roku. Zleceniodawcą prac została Koreańska Straż Leśna. Konstrukcja przeznaczona jest do gaszenia pożarów lasów i innych obiektów. Jej użytkownikiem mogą być wszystkie służby zaangażowane w walkę ze skutkami katastrof i klęsk żywiołowych. Pod kadłubem śmigłowca zamontowano sztywny zbiorniki Fire Attack Model 338 amerykańskiej firmy Simplex Aerospace o pojemności 2000 l. Przeciwpożarowy Surion dla straży leśnej, wyposażony jest dodatkowo w wyciągarkę, nadmuchiwane awaryjne pływaki oraz dodatkowy zbiornik paliwa umieszczony w ładowni. Dysponuje on większą pojemnością niż analogiczne zbiorniki w wersjach policyjnej i transportowej. 30 grudnia 2015 roku KAI poinformowała o kolejnym zleceniu na budowę pojedynczego śmigłowca w wersji przeciwpożarowej, tym razem dla straży pożarnej prowincji Czedżu. W porównaniu do wersji dla straży leśnej, nowy śmigłowiec ma bardziej wszechstronne wyposażenie. Podobnie jak w pierwszym egzemplarzu, również i tutaj zamontowano ten sam 2000 litrowy zbiornik na wodę (aczkolwiek istnieje również możliwość podwieszenia miękkiego zbiornika na zaczepie podkładubowym), awaryjne, nadmuchiwane pływaki, wyciągarkę, zewnętrzny reflektor poszukiwawczy. Dodatkowo jednak maszynę wyposażono w radar pogodowy i głowicę EO/IR (elektrooptyczna i termowizyjna) co umożliwia realizacje misji w każdych warunkach pogodowych przez całą dobę. Na pokładzie znajduje się radionamiernik sygnałów ratunkowych, dzięki czemu straż może wykorzystywać śmigłowiec do realizacji misji poszukiwawczo-ratunkowych nad lądem i nad morzem oraz wyposażenie medyczne. Surion tej wersji może przewozić na pokładzie chorych lub rannych. Ukończona maszyna została oblatana 11 września 2017 roku[1].
- Marine Attack Helicopter (MAH) - morski śmigłowiec szturmowy, przeznaczony do wsparcia pododdziałów piechoty morskiej i zadań eskortowych MAH-1. Model maszyny po raz pierwszy zaprezentowano w trakcie odbywającej się w Seulu wystawy ADEX w październiku 2021 roku. DAPA zaakceptowała powstanie nowej wersji 26 kwietnia 2021 roku. 27 października 2022 roku KAI i DAPA podpisały kontrakt na opracowanie i wybudowanie trzech prototypów. Pod uwagę brano również pozyskanie zagranicznych maszyn, AH-64E, AH-1Z, TAI T-129 ATAK i S-70i Black Hawk[8]. Śmigłowiec uzbrojony zostanie w 20 mm działko umieszczone w dziobowej wieżyczce oraz zestaw kierowanych i niekierowanych pocisków rakietowych przenoszonych na zamontowanych po bokach kadłuba skrzydłach. Przewidziana jest instalacja do ośmiu przeciwpancernych pocisków kierowanych TAipers/Cheongeom oraz przeciwlotniczych pocisków rakietowych Mistral 3. Głównym elementem systemu kierowania ogniem jest głowica elektrooptyczna. Dodatkowo maszyna wyposażona jest w nadmuchiwane pływaki i składane łopaty wirnika głównego, ułatwiające w ten sposób hangarowanie na pokładach okrętów[7]. W 2024 roku ukończono budowę trzech prototypów MAH-1, w październiku tego samego roku rozpoczęto próby naziemne pierwszego z nich a 17 grudnia 2024 roku maszyna po raz pierwszy wzbiła się w powietrze. Lot trwał 20 minut i obejmował wykonanie podstawowych manewrów w powietrzu, mających za zadanie sprawdzenie reakcji maszyny na działanie systemów sterujących[9].

## Uzbrojenie
Według niektórych źródeł śmigłowiec posiada możliwość przenoszenia sześciu przeciwpancernych pocisków kierowanych BGM-71 TOW na zewnętrznych węzłach uzbrojenia lub czterech wyrzutni niekierowanych rakiet. Uzbrojenie strzeleckie składa się z dwóch karabinów maszynowych kalibru 7,62 mm montowanych w zewnętrznych drzwiach kabiny ładunkowej.